# Genere musicale
Un genere musicale è una categoria convenzionale che identifica e classifica i brani e le composizioni in base a criteri di affinità. Le musiche possono essere raggruppate in base alle loro convenzioni formali e stilistiche, alla tradizione in cui si inseriscono, allo spirito dei loro temi, alla loro destinazione o, se presente, al loro testo. L'indeterminatezza di alcuni di questi parametri rende spesso la divisione della musica in generi controversa e arbitraria. Un genere musicale può a sua volta dividersi in sottogeneri.

## Classificazione
Una classificazione dei generi musicali basilare, ma largamente condivisa, è la tricotomia tradizionale-colta-popular proposta da Philip Tagg.  È inoltre possibile categorizzare la musica per epoche storiche, nelle quali alcuni generi trovano origine o hanno avuto popolarità, su basi geografiche, secondo aspetti tecnici quali la strumentazione usata o in base alla loro funzione sociale.
Un genere può essere poi definito dalla fusione di altri generi musicali, come avviene per il blues rock ed il latin jazz. Alcuni esempi di questa tipologia di categorizzazione non portano necessariamente tutti i nomi di origine nel nome che li definisce, come nel caso del crossover o del fusion. A conferma dello stretto legame che intercorre tra genere musicale, recezione e fruizione, negli ultimi decenni l'industria discografica ha spesso preferito, per ragioni commerciali, inquadrare gli interpreti entro singoli generi.

## Genere, stile e forma
Alcuni approcci accademici al problema della classificazione della musica assimila i generi a come si presenta una composizione musicale (v. elenco in Categoria:Generi di composizione musicale).
Douglass Marshall Green, nel suo libro Form in Tonal Music, suddivide per esempio la musica rinascimentale nei generi del madrigale, del mottetto, della canzona, del ricercare e della danza. Secondo la classificazione di Green il Concerto per violino e orchestra di Beethoven e quello di Mendelssohn sono identici nel genere – entrambi sono concerti per violino – ma differenti nella forma, ovvero nell'architettura. Il Rondò in la minore di Mozart e il suo Agnus dei dalla Messa dell'incoronazione sono invece differenti nel genere, ma molto simili nella forma.
Peter van der Merwe e altri trattano i termini genere e stile come sinonimi, affermando che il genere dovrebbe essere definito come gruppo di brani musicali caratterizzati da un certo stile e un "linguaggio musicale di base". Altri come Allan F. Moore sostengono invece che "genere" e "stile" sono due termini ben distinti.

## Triangolo assiomatico tradizionale-colta-popular
(Philip Tagg, Analysing Popular Music: Theory, Method and Practice)
| Cultura alta                                    | Popular culture cultura di massa, logiche di consumo                                  | Popular culture cultura di massa, logiche di consumo                    | Folclore                   |
| Musica colta avanguardia, concettuale, classica | Popular music                                                                         | Popular music                                                           | Musica tradizionale-etnica |
| Musica colta avanguardia, concettuale, classica | Rock collegato alla tradizione blues, controculturale, underground anche sperimentale | Pop mainstream di facile ascolto dipendente dall'industria discografica | Musica tradizionale-etnica |

Una distinzione di base, comunemente riconosciuta dalla musicologia, è quella tra musica tradizionale, musica colta e popular music, visti come termini generici o macrocategorie che assieme racchiudono tutti i generi musicali, formando ciò che Philip Tagg definì come "triangolo assiomatico".
Con il termine musica colta ci si riferisce principalmente alle musiche di tradizione classica, includendo in questo genere forme musicali sia della musica contemporanea che di quella classica storicizzata. In Occidente la musica colta è caratterizzata dalla tradizione musicale scritta, preservata da forme di notazione musicale.
La musica tradizionale o folclorica è definita dalla trasmissione orale, ovvero viene tramandata attraverso il canto, l'ascolto e talvolta la danza. Essa deriva inoltre da particolari tradizioni, regioni e culture essendone parte integrante.
Con il termine popular music ci si riferisce a tutti quei generi musicali accessibili ad un pubblico generalista e largamente divulgati dai mass media. La popular music si può trovare nelle stazioni radio più commerciali, nei rivenditori più popolari, nei centri commerciali, nelle colonne sonore televisive e di molti film. I brani vengono spesso inseriti in classifiche di vendita, e oltre al cantante, all'autore o al compositore, coinvolge il ruolo del produttore musicale, molto più di quanto non facciano gli altri due macrogeneri. Il musicologo britannico Philip Tagg, studioso della popular music, ha definito la nozione alla luce di aspetti socio-culturali ed economici:
(Philip Tagg, Analysing Popular Music: Theory, Method and Practice)

### Critiche altriangolo assiomatico
Le distinzioni fra musica colta e popular music appaiono spesso sfocate e con molti punti di contatto, come accade per la musica minimalista. In questi casi, la musica - come altre arti - effettua distinzioni imprecise. Il musicologo britannico Richard Middleton, critico di popular music, ha messo in discussione l'indeterminatezza di queste distinzioni:
(Richard Middleton, Studying popular music)